# Жук Сергій Якович
Сергі́й Я́кович Жук (23 березня (4 квітня) 1892 , Київ  — 1 березня 1957 , Москва, РРФСР, СРСР ) — гідротехнік українського походження на службі сталінського режиму. Академік АН СРСР з 1953 року, генерал-майор інженерно-технічної служби з 1943 року. Один із практиків використання рабської праці в'язнів ГУЛАГу на каторжних новобудовах СРСР. Автор наймасштабнішої гідрологічної авантюри в СРСР — проекту повороту Сибірських річок до Казахстану. Член ВЦВК СРСР з 1935 року. Депутат Верховної Ради СРСР 1-го і 4-го скликань. Герой Соціалістичної Праці (19.09.1952).

## Біографія
Народився у родині службовця. З 1911 року навчався у Петербурзі. У 1917 закінчив інститут інженерів шляхів сполучення у Петрограді, здобув гідротехнічну спеціальність.
У 1917—1922 роках — інженер-проектувальник, помічник начальника проектного відділу управління Свирбуду в Петроградській губернії. З 1924 року працював на різних посадах по проектуванню і будівництву великих гідробудов. У 1927—1930 роках керував проектуванням Волго-Донського каналу. У 1930—1931 роках — начальник проектно-дослідного відділу, у 1931 році — помічник головного інженера Москаналбуду. З листопада 1931 року — заступник головного інженера будівництва Біломорсько-Балтійського каналу ОДПУ СРСР.
У жовтні 1932 — грудні 1933 року — заступник головного інженера будівництва каналу Москва-Волга. У грудні 1933 — вересні 1935 року — головний інженер будівництва каналу Москва-Волга.
У вересні 1935 — вересні 1937 року — головний інженер будівництва Рибінського і Углицького гідровузлів. У вересні 1937 — червні 1939 року — начальник і головний інженер будівництва Куйбишевського гідровузла. У червні 1939 — вересні 1940 року — головний інженер і 1-й заступник начальника будівництва Куйбишевського гідровузла.
У вересні 1940 — серпні 1941 року — головний інженер і 1-й заступник начальника Головгідробуду НКВС СРСР.
У серпні — листопаді 1941 року — головний інженер і заступник начальника Головного управління оборонних робіт НКВС СРСР. У листопаді 1941 — січні 1942 року — начальник відділу гідротехнічних робіт Головпромбуду НКВС СРСР. У січні 1942 — листопаді 1947 року — начальник і головний інжненер Управління гідротехнічних робіт (Гідропроєкту) Головпромбуду НКВС (МВС) СРСР.
Член ВКП(б) з 1942 року.
З 1944 року — член технічно-економічної ради Держплану СРСР.
У листопаді 1947 — березні 1948 року — головний інжненер і 1-й заступник начальника Головгідробуду МВС СРСР.
У березні 1948 — листопаді 1949 року — головний інжненер Волго-Донського каналу (Волгодонбуду) МВС СРСР.
У листопаді 1949 — березні 1953 року — головний інжненер і заступник начальника Головгідроволгодонбуду та начальник Управління гідротехнічних робіт (Гідропроєкту) МВС СРСР.
З березня 1953 по 1 березня 1957 року — начальник Управління гідротехнічних робіт (Гідропроєкту) Міністерства електростанцій і електропромисловості СРСР. Після смерті Сергія Жука (з 1957 р.) цей інститут носить його ім'я.
Керував пошуковими та науково-дослідними роботами, проектуванням і будівництвом найбільших гідротехнічних споруд ГУЛАГ СРСР: Біломорсько-Балтійського каналу, каналу імені Москви, Волго-Донського комплексу (судноплавний канал, Цимлянська ГЕС, зрошення земель в Ростовській області), Волго-Балтійського водного шляху, Углицької, Рибінської, ім. Леніна та інших ГЕС на Волзі.
Будівництво Рибінської ГЕС стало катастрофою для мікроклімату Вологодської та Ярославської області РРФСР, затоплено сотні населених пунктів та хуторів старожилого російського та вепського населення (зокрема, рідне село академіка Миколи Амосова).
Один з ініціаторів найбільшої гідрологічної авантюри по Повороту сибірських річок в Казахстан і Середню Азію.
Після смерті 24 червня 1957 кремований, за атеїстичним ритуалом прах поміщений в урні у Кремлівської стіни на Червоної площі в Москві.

## Звання
- дивізійний інженер (28.08.1936)
- старший майор державної безпеки (11.09.1940)
- генерал-майор інженерно-технічної служби (22.02.1943)

## Нагороди
- Герой Соціалістичної Праці (19.09.1952)
- три ордени Леніна (4.08.1933, 19.09.1952)
- два орден Червоної Зірки (14.07.1937, 10.12.1945)
- орден Трудового Червоного Прапора (14.07.1944)
- медалі
- знак «Заслужений працівник МВС» (2.11.1948)
- Сталінська премія (1950, 1951).